# Parpen Crags
Die Parpen Crags sind ein auffälliges und isoliertes Felsenkliff im Süden von Coronation Island im Archipel der Südlichen Orkneyinseln. Es ragt nahe dem Kopfende der Norway Bight auf.
Der Falkland Islands Dependencies Survey nahm zwischen 1948 und 1950 Vermessungen vor. Das UK Antarctic Place-Names Committee benannte das Kliff 1955. Parpen ist ein englischer Begriff für einen sogenannten Durchbinder oder Bindestein im Mauerwerk.